# Bader Al-Halabeej
Bader Haji Al-Halabeej (10 dicembre 1967) è un ex calciatore kuwaitiano, di ruolo centrocampista.

## Carriera

### Club
Ha giocato nel campionato kuwaitiano e saudita.

### Nazionale
È stato convocato per la Coppa d'Asia nel 1996 e nel 2000.